# Feodosij Nikolaevič Černyšëv
Feodosij Nikolaevič Černyšëv (in russo Феодосий Николаевич Чернышёв?; Kiev, 24 settembre 1856 – 15 gennaio 1914) è stato un geologo e paleontologo russo.
Diplomato all'Istituto minerario di San Pietroburgo nel 1880, i suoi studi sul campo lo condussero allo studio della stratigrafia dei depositi paleozoici nei Monti Urali. Nel 1892 diresse la mappatura dell'area di Donbass e le mappe geologiche degli Urali meridionali e dei Monti Timani. Più tardi, nel 1900, divenne direttore del Museo geologico.